# Биелла (провинция)
Биелла (итал. Provincia di Biella, пьем. Provincia ëd Biela) — провинция в Италии, в регионе Пьемонт.

## География
На севере, востоке и юге граничит с провинцией Верчелли, на юго-западе — с Туринской метрополией, на западе — с Францией. В провинции находится монастырь Сакро-Монте-ди-Оропа, в 2003 году внесённый в список Всемирного наследия ЮНЕСКО.

## Административное деление
Площадь провинции 913 км², население 178 551 чел (2017), проживающий в 82 коммунах.

### Крупнейшие коммуны по численности населения
| Название           | Население, чел. |
| ------------------ | --------------- |
| Биелла             | 46 182          |
| Коссато            | 15 058          |
| Вильяно-Биеллезе   | 8 426           |
| Кандело            | 8 015           |
| Триверо            | 6 617           |
| Монграндо          | 4 037           |
| Валле-Моссо        | 3 981           |
| Оккьеппо-Инфериоре | 3 970           |
| Поднерано          | 3 904           |
| Гальянико          | 3 893           |
| Кавалья            | 3 688           |
| Андорно-Микка      | 3 572           |